# Siegfried Ferdinand Nadel
Siegfried Ferdinand Nadel (* 24. April 1903 in Lemberg, Österreich-Ungarn; † 14. Januar 1956 in Canberra, Australien; auch S. F. Nadel, Siegfried F. Nadel, Siegfried Frederick Nadel, Frederick Nadel oder Fred Nadel) war ein in Galizien geborener britischer Musikwissenschaftler, Psychologe und Sozialanthropologe. Sein Spezialgebiet war die afrikanische Ethnologie.
Sein Werk A Black Byzantium. The Kingdom of Nupe in Nigeria (dt. „Ein Schwarzes Byzanz. Das Königreich der Nupe in Nigeria“), London 1946, gilt als ein Klassiker der Anthropologie.

## Leben
Siegfried Nadel war Sohn des Rechtsanwalts Moritz Nadel und seiner Frau Adele geb. Hirschsprung. Er begann seine Ausbildung im Fach Musik und studierte an der Staatsakademie das Klavierspiel bei Richard Robert und Musikgeschichte an der Universität Wien, entwickelte aber auch Interesse an Philosophie und Psychologie. Letzteres studierte er dann bei Karl Bühler am Psychologischen Institut der Universität Wien, und Ersteres bei Moritz Schlick. Am 11. November 1925 wurde er mit seiner Arbeit „Zur Psychologie des Konsonanzerlebens“ zum Dr. phil. promoviert.
Er begann seine Karriere in der Musik. Er veröffentlichte Bücher über Musikalische Typologie (1931) und den italienischen Komponisten Ferruccio Busoni und verbrachte eine kurze Zeit als Dirigentenassistent am Düsseldorfer Opernhaus im Jahr 1925.
1926 heiratete Nadel die Musikwissenschaftlerin Lisbeth Braun (* 1900) in Wien. Braun war drei Jahre vorher zu dem Thema „Die Ballett-Kompositionen Joseph Starzers“ promoviert worden.
Nach seinem Studium der Musik primitiver Völker am Phonogrammarchiv in Berlin, und von afrikanischen Sprachen an der Universität Berlin erhielt Nadel 1932 ein Rockefeller-Stipendium, das es ihm erlaubte, ein Postgraduiertentraining in anthropologischer Feldforschung in Afrika durchzuführen. Nadel studierte an der London School of Economics and Political Science (LSE) unter der Leitung von Bronisław Malinowski. Er begann seine Feldarbeit 1933 in Nigeria, was ihm den Ph.D.-Titel in Anthropologie von der LSE einbrachte.
Nadel diente ab 1941 in an der Sudan Defence Force, ebenso wie Wilfred Thesiger, und wechselte später zur British Army; er wurde zum Secretary of Native Affairs ernannt und zum Deputy Chief Secretary und hielt diese Posten bis zu seiner Entlassung 1944.
Nadel wurde 1950 auf den Lehrstuhl für Anthropologie an der Australian National University berufen. Er verbrachte viel Zeit damit, in der ganzen Welt Vorlesungen über seine Kriegserfahrungen und über seine Feldforschungen in Nigeria und im Sudan zu halten. Er starb in Canberra.

## Schriften
- Marimba-Musik. Hölder-Pichler-Tempsky, Wien u. Leipzig 1931.
- Der duale Sinn der Musik. Versuch einer musikalischen Typologie. Bosse, Regensburg 1931.
- Ferruccio Busoni 1866–1924. Breitkopf & Härtel, Leipzig 1931.
- Georgische Gesänge. Berlin: Lautabt., Harrassowitz in Komm., Leipzig 1933.
- British Military Administration, Eritrea: Races and Tribes of Eritrea. Brit. Military Administration, Asmara 1944.
- A Black Byzantium. The Kingdom of Nupe in Nigeria. London 1946.
- The Nuba: an anthropological study of the hill tribes in Kordofan. AMS Press, New York 1978 (Repr. of the ed. London 1947)
- The Foundations of Social Anthropology. Cohen & West, 1951.
- Nupe Religion. Routledge & Kegan Paul, London 1954.
- Theory of Social Structure. Routledge, London 1957.
- Nupe Religion. Traditional Beliefs and the Influence of Islam in a West African Chiefdom. Routledge & Kegan Paul, London 1970.
- The Theory of Social Justice. Free Press, 1958.

## Kompositionen
- Drei Lieder für Frauenstimme (1928)[1]